# Érgyulladás
Az érgyulladás (latinul: vasculitis) az erek (artéria, véna, kapilláris) gyulladását jelenti. A vaszkulitiszek egy tág csoportnyi betegséget takarnak. Az elsődleges vaszkulitisz azt jelenti, hogy az ér a betegség fő célpontja. A vaszkulitisz neve és besorolása főként az érintett erek nagyságától és típusától függ. Így beszélhetünk nagy erek (pl. a Takayasu arteritis), közepes erek (pl. a Wegener granulomatosis) és kis erek (pl. a Henoch–Schönlein-purpura) vaszkulitiszéről. Többségük immunológiai eredetű, de létrejöhetnek gyógyszerek mellékhatásaiként, fertőzések vagy mérgezések következményeiként is.